# Mark Kac
Mark Kac (pronunciado kahts, em polonês/polaco:  Marek Kac, em ucraniano: Марко Кац), (Kremenets, 3 de agosto de 1914 — Califórnia, 26 de outubro de 1984), foi um matemático polonês.

## Biografia
Seu interesse principal foi teoria da probabilidade. Sua questão, "Can you hear the shape of a drum?" partiu da teoria espectral, com a ideia de entender até que ponto o espectro permite deduzir-se a geometria. (Em geral, a resposta é negativa.)
Kac concluiu o doutorado em matemática na Universidade de Lviv, em 1937, na época em território polonês, orientado por Hugo Steinhaus. Foi membro da Escola de Matemática de Lviv. Em 1938 recebeu uma bolsa de estudos da Parnas Foundation, o que lhe possibilitou ir trabalhar nos Estados Unidos. Chegou em Nova Iorque em novembro de 1938. De 1939 a 1961 trabalhou na Universidade Cornell, primeiro como instrutor, então em 1943 como professor assistente em 1947 professor pleno. Foi naturalizado cidadão estadunidense em 1943. Em 1961 foi para a Universidade Rockefeller. Depois de vinte anos lá, foi para a Universidade do Sul da Califórnia, onde encerrou sua carreira profissional.

## Livros
- Mark Kac e Stanisław Ulam: Mathematics and Logic: Retrospect and Prospects, Praeger : Nova Iorque, 1968. Dover paperback reprint.
- Mark Kac, Enigmas of Chance: An Autobiography, Harper and Row : Nova Iorque, 1985. Sloan Foundation Series.  Publicado postumamente com uma nota biográfica por Gian-Carlo Rota.  Sua distinção entre um "gênio" como Hans Bethe e um "mágico" como Richard Feynman foi amplamente destacada. Kac conheceu ambos na Universidade Cornell.